# Erick Pulgar
Erick Antonio Pulgar Farfán (Antofagasta, 15 de enero de 1994) es un futbolista chileno que juega como volante de contención y su equipo actual es el Clube de Regatas do Flamengo del Campeonato Brasileño de Serie A. Es internacional con la selección de fútbol de Chile desde el 28 de enero de 2015, con la que se consagró campeón de la Copa América Centenario 2016.

## Trayectoria
Inició jugando a los 6 años en el club Miramar Sur Este de Antofagasta, desempeñándose como volante de creación. A los 15 años fue invitado a un campeonato organizado por Minera Escondida, donde fue visto por el entrenador Carlos Cárcamo, el cual lo llevó a probarse en las inferiores de Deportes Antofagasta. Ya en la sub-16 del club profesional comenzó a jugar de defensa central.

### Deportes Antofagasta (2011-2014)
Luego de realizar su etapa formativa en el club, debuta a los 17 años en el Clausura de la Primera B del 2011 ante Naval de Talcahuano siendo titular y jugando todo el partido donde ocupó el puesto de lateral derecho.
En el año 2012, Deportes Antofagasta sube a primera división, en el que Pulgar es considerado en varias ocasiones a pesar de su corta edad. Para el Apertura 2012 fue convocado 2 veces y en el Clausura 2012 fue convocado 5 veces, pero no vio acción en estos torneos y solo jugó la Copa Chile de ese mismo año en 3 partidos siendo titular. En el torneo de transición 2013 empieza a tener protagonismo en el cuadro nortino, donde fue titular en 5 partidos, metiendo un total de 2 goles.
La Temporada 2013-2014 fue el inicio de la consolidación de Pulgar en Deportes Antofagasta, jugando en la posición de centrocampista defensivo pero principalmente de defensa central. Tanto para el Apertura 2013 como en el Clausura 2014 fue titular indiscutido. En la zaga defensiva se le destacó su altura, rapidez y movilidad. Gracias a su buena campaña en el último torneo, llama la atención de los clubes grandes del fútbol chileno e intentan ficharlo siendo Colo Colo quien logra contratarlo por un periodo de 6 meses

### Universidad Católica (2014-2015)
El 4 de julio de 2014, ficha por Universidad Católica. Juega su primer partido por este equipo en un amistoso ante Audax Italiano en el Estadio Monumental, anotando de cabeza en un tiro de esquina. Logra adaptarse rápidamente y convence a Julio César Falcioni de ser titular en la zona defensiva. En la fecha 5 frente a Palestino convierte su primer gol oficial con la camiseta cruzada, pero su escuadra pierde 2 a 1. En el año 2015, obtiene el premio al Mejor volante por derecha 2014-2015 y la Liguilla Pre-Sudamericana 2015.

### Bologna (2015-2019)
Luego de una destacada temporada en Universidad Católica, el 4 de agosto de 2015 se confirma el fichaje por parte del equipo italiano Bologna Football Club, recientemente ascendido a la Serie A. La transacción ni la modalidad del contrato, aunque su fichaje se habría cerrado por una cifra cercana a los US$2,5 millones. El 22 de agosto de 2015, Erick Pulgar debutó en la derrota del Bolonia ante la Lazio. Entró en el minuto 46 del partido que su equipo perdió en Roma por 1-2. El encuentro correspondía a la primera jornada de la Serie A italiana. Anotó su primer gol en el empate 1 a 1 de su club contra Chievo Verona. El partido fue válido por la décima jornada del Campeonato Italiano de la temporada 2016-2017.
En la temporada 2018/19, Pulgar jugó 30 partidos, marcó seis goles y dio dos asistencias.
El jugador marcó su primer doblete en Italia el 8 de abril de 2019, contra el Chievo Verona.
El 14 de abril de 2019, Pulgar completó 100 partidos con los Rossoblu, el encuentro en el que el Bolonia empató a un solo gol contra la Fiorentina, completando 32 en la Serie A. Estos partidos se dividen en dos competiciones: 94 en la Serie A y seis en la Copa Italia. Participó en 81 de sus 100 partidos. En términos de minutos, suma un total de 7423, divididos en 6870 en el Calcio y 553 en la Copa. Ha recibido 24 tarjetas amarillas y ha sido expulsado tres veces. Acumula nuevos partidos, todos en la primera división italiana.
Erick Pulgar jugó 106 partidos con el Bolonia entre todas las competiciones. Era el designado para ejecutar los tiros libres y penaltis en el cuadro italiano.

### Fiorentina (2019-2022)
El 9 de agosto de 2019, ficha por Fiorentina por unos 10 millones de euros. Su debut con la Viola se produjo el 18 de agosto siguiente en la tercera ronda de la Coppa Italia ganada 3-1 en casa contra el Monza, mientras que su primer gol con la camiseta de la Viola llegó de penalti en el primer partido de liga el 24 de agosto, dando al equipo Viola una ventaja temporal en el partido de ida en casa contra el Napoli, un partido que luego se perdió 3-4.
Su primera temporada con Viola terminó con siete goles y ocho asistencias en 41 apariciones.
Al finalizar la temporada 2020/2021, y considerando las dos temporadas jugadas en el equipo, completó un total de 74 partidos jugados con 5485 minutos en cancha, con un total de 8 goles. Tras la inesperada salida de Gennaro Gattuso luego de 20 días en la banca del equipo, llega en su reemplazo Vincenzo Italiano técnico con el cual pierde titularidad y se ve emplazado además por las actuaciones del uruguayo Lucas Torreira.
Salió de Viola donde en 82 partidos marcó ocho goles.

### Galatasaray Spor Kulübü (2022)
El 3 de febrero de 2022, es traspasado desde Fiorentina de forma gratuita al Galatasaray de Turquía en calidad de préstamo hasta el final de la temporada. Debutó con el equipo turco el 6 de febrero de 2022, en un empate 1-1 contra el Alanyaspor por la Superliga de Turquía, donde jugó los últimos ocho minutos del partido.
Al finalizar la temporada, se despidió del club a través de sus redes sociales, dejando un registro de 11 partidos jugados sin goles ni asistencias.

### Flamengo (2022-act.)
Tras no contar para Fiorentina, el 29 de julio de 2022 es traspasado al CR Flamengo de Brasil, en un contrato hasta fines de la temporada 2025. El debut de Erick Pulgar fue el momento culminante de la victoria de Flamengo por 1-0 sobre Botafogo, el 28 de agosto de 2022. Entró por Diego Ribas en el minuto 32 del segundo tiempo, en un partido válido por la jornada 24 del Campeonato Brasileño, que se decidió con gol de Arturo Vidal. El 5 de junio de 2023, Erick Pulgar anotó su primer gol con el Flamengo en la goleada por 4-1 al Vasco da Gama en el Estadio Maracaná. En el minuto 14, el centrocampista aprovechó un balón suelto y disparó un magnífico disparo de larga distancia que se coló por la escuadra de Léo Jardim en un partido válido por la novena jornada del Campeonato Brasileño.
En 2023, Erick Pulgar disputó 3.097 minutos y, pese a convertirse en pieza clave, solo participó en 44 de los 76 partidos -fue titular apenas 33.
El partido número 100 de Erick Pulgar con el Flamengo llegó el 4 de diciembre de 2024, en una victoria por 3-0 en el Brasileirão contra el Criciúma. En el Estadio Heriberto Hülse de Santa Catarina, el centrocampista chileno jugó los 90 minutos y dio una asistencia para el gol de Luiz Araújo. En 2024 disputó 47 partidos, 42 de ellos como titular, aportando cuatro asistencias.
El 14 de marzo de 2025, a través de sus redes sociales, Mengão anunció que Pulgar había extendido su vínculo con el club. Renovó por dos años más, hasta 2027, con opción a extender su permanencia por uno más, y ganará $192 mil dólares mensuales. En total, serán 2.3 millones de dólares estadounidenses al año.

## Selección nacional

### Selección adulta
Hizo su debut con la selección adulta el 28 de enero de 2015 en un partido amistoso, de nómina local, frente a Estados Unidos jugando los 90 minutos y teniendo un gran debut en la selección nacional como volante de contención. Para marzo de 2015, es nominado por segunda vez consecutiva, ahora con la selección adulta, para los partidos amistosos frente a Irán y Brasil. El director técnico de la selección chilena Jorge Sampaoli pensó en convocarlo para la Copa América 2015 y rumbo a la clasificatoria para la Copa Mundial de 2018, sin embargo optó por jugadores con mayor experiencia tanto en nivel de clubes como en nivel de selección, como Carlos Carmona y David Pizarro.
Tras la llegada de Reinaldo Rueda a la selección chilena, en marzo de 2018 fue convocado para los partidos ante Suecia y Dinamarca, donde en el primero donde Chile ganó 2-1 no jugó, sin embargo ante Dinamarca jugó reemplazando en el minuto 64 a Pedro Pablo Hernández, donde cumplió un buen rendimiento. En mayo del mismo año volvió a ser convocado por Rueda para los partidos ante Rumania, Serbia y Polonia. Solo jugó ante Serbia de titular donde cumplió a pesar de no ser muy participativo en el juego ofensivo. Chile ganó por 1-0.
Volvió a ser convocado, para los amistosos de septiembre ante Corea del Sur y Japón. Ante los nipones, Chile no jugó aquel amistoso debido a un terremoto que ocurrió en aquel país, por lo que solo pudo jugar ante Corea del Sur el 11 de septiembre, ingresando en el entretiempo por Charles Aránguiz, teniendo un desempeño regular. Chile empató con los surcoreanos 0 a 0. El mes siguiente, volvió a ser convocado, ante Perú y México. Ante Perú no vio acción, en la derrota por 3-0, y ante México ingresó el minuto 66 por un criticado Diego Valdés, y Pulgar tuvo una buena actuación siendo el mejor de la Roja en aquel partido. Chile ganó por 1-0 finalmente con gol de rebote de Nicolás Castillo.
En noviembre volvió a ser convocado por Rueda para los partidos ante Costa Rica y Honduras, demostrando ser uno de los jugadores del "recambio" con más convocatorias, comenzando de titular ante Costa Rica, donde pese a la derrota de Chile por 2-3, Pulgar fue uno de los jugadores con mejor rendimiento en el partido, y dio la asistencia del segundo gol de Chile a Alexis Sánchez en los últimos minutos. Ante Honduras, fue sorpresivamente reemplazado por Pedro Pablo Hernández por lo cual, Pulgar en el encuentro ingresó en el minuto 80, teniendo una regular actuación en la victoria por 4-1 ante los centroamericanos. Debido a sus últimas actuaciones es considerado el jugador del recambio con más nivel rumbo a la Copa América 2019.
Fue nominado por el nuevo director técnico Eduardo Berizzo para un partido amistoso ante Corea del Sur y los partidos por la Copa Kirin 2022 en junio de 2022, donde Pulgar optó por renunciar a dicha nominación, esgrimiendo razones personales. Luego, la dirección técnica nacional se habría irritado con Pulgar tras develarse un partido de fútbol informal entre Pulgar y diferentes cantantes de música urbana chilena. En septiembre de 2022, fue nuevamente convocado, para los amistosos ante Marruecos y Catar, siendo criticado por el pobre nivel mostrado en el partido ante el combinado marroquí.

### Copas América

#### Copa América Centenario
En mayo de 2016 el técnico de la Selección de Chile, Juan Antonio Pizzi, incluyó a Pulgar en una nómina nómina definitiva de 23 jugadores para disputar la Copa América Centenario 2016.
Erick debutó en las Semifinales ante Colombia en Chicago el 22 de junio, ingresando desde el banco de suplentes al minuto 28' por el lesionado Pedro Pablo Hernández, en ese momento La Roja iba ganando por 2 a 0. Finalmente Chile mantuvo el resultado y se clasificó a una segunda final consecutiva de Copa América por primera vez en su historia.
Finalmente el Equipo de Todos venció en penales a Argentina por 4-2 y se consagró Bicampeón de América en Estados Unidos. Pulgar jugó 1 solo partido, estando solo 62 minutos en cancha.

#### Copa América 2019
Tras ser convocado por Reinaldo Rueda a la Copa América 2019, se mantuvo una disputa por el puesto entre él, Esteban Pavez y Pedro Pablo Hernández, donde Pavez tuvo más bonos para ser el titular, siendo probado el 6 de junio ante Haití, sin embargo Pavez no tuvo el rendimiento esperado y Pulgar ingresó por él en el entretiempo, y dio una asistencia a Eduardo Vargas para el empate parcial por 1-1 en la victoria por 2 a 1 donde Pulgar logró demostrar un gran nivel a días de la Copa América. El 17 de junio Chile hizo su debut ante la invitada Japón y Pulgar comenzó como titular. En el minuto 41 tras un córner ejecutado por Charles Mariano, Pulgar anotó el 1-0 parcial de cabeza siendo una de las figuras de Chile en la victoria final por 4-0. El 21 de junio fue nuevamente titular ante Ecuador donde no destacó mucho pero pese a aquello, Chile ganó 2-1, clasificándose a cuartos de final.
El 24 de junio Chile se enfrentó a Uruguay con Pulgar ya consolidado como titular, y fue uno de los mejores jugadores en la cancha, ocasionando peligro y manteniendo equilibrio en el mediocampo. Sin embargo, Uruguay ganó 1-0 con un gol de Edinson Cavani en el minuto 82 dejando a Chile segundo de grupo clasificado contra Colombia. En cuartos de final, Chile se enfrentó a Colombia el 28 de junio con Pulgar como titular. Erick tuvo un buen partido, destacando su salida limpia y su buena entrega de balón hacia Arturo Vidal y Charles Mariano. El partido terminó en empate 0-0, llevándolo a la tanda de penales donde Erick fue el tercer pateador de Chile y convirtió. Chile pasó a las Semifinales ganando por 5-4 en la tanda.
Chile se enfrentaría en semifinales a Perú el 3 de julio en el Arena do Grêmio. Pulgar ingresó como titular, teniendo un rendimiento regular pero superior a varios de sus compañeros, pues en general Chile jugó pésimo y Perú ganó 3-0 dejando a Chile eliminado. En el partido por el Tercer lugar, Chile se enfrentó a Argentina donde nuevamente Chile mostró un nivel muy inferior al rival pero Erick jugó nuevamente un buen partido. Chile cayó por 2-1 obteniendo un cuarto lugar, terminando la mejor participación de Pulgar en un torneo con la Selección Chilena.

#### Copa América 2021
Fue nominado por Martín Lasarte para disputar la Copa América 2021 donde quedaron eliminados por Brasil en Río de Janeiro por los cuartos de final.

#### Copa América 2024
Fue nominado por Ricardo Gareca para disputar la Copa América 2024.

### Clasificatorias

#### Clasificatorias Rusia 2018
En octubre de 2016, es nominado por Juan Antonio Pizzi para la doble fecha ante Ecuador y Perú. Pulgar debutó en las Clasificatorias Rusia 2018 el 11 de octubre, ingresando al minuto 89' por Arturo Vidal (Figura del Partido), en el triunfo por 2-1 ante Perú en el Nacional Julio Martínez por la Fecha 10. Tras sus buenas actuaciones en el Bologna FC de Italia, vuelve a ser considerado por Pizzi, para la última fecha doble en octubre de 2017, contra Ecuador y Brasil por la Fecha 17 y 18 respectivamente.
El 5 de octubre de 2017, volvió a jugar por Chile después de un año en el dramático triunfo por 2-1 ante Ecuador, ingresando al minuto 90+2 por Francisco Silva para mantener el resultado. Después, el 10 de octubre en la última fecha, Chile debía por los menos empatarle a Brasil en casa para asegurar el repechaje, Pulgar ingreso en el entretiempo por el lesionado Charles Aránguiz con la difícil tarea de mantener el 0-0, algo que no pudo, La Roja cayó por un contundente 3-0 en Sao Paulo, quedando fuera del mundial. Disputó tres partidos en las Clasificatorias Rusia 2018, sumó 47 minutos en el cuerpo y asoma como posible recambio en la Selección Chilena.

#### Clasificatorias Catar 2022
En septiembre de 2020, Pulgar se contagió de COVID-19, donde tardó en recuperarse 3 semanas y recién el 7 de octubre, volvió a entrenar con la Fiorentina, por lo que no fue requerido para la primera doble fecha ante Uruguay y Colombia, donde perdieron por 1-2 ante los uruguayos de visitante y empataron por 2-2 con los colombianos. Ya con rodaje, y totalmente recuperado del virus, fue convocado por Reinaldo Rueda para la siguiente doble fecha de noviembre del mismo año ante Perú y Venezuela, donde fue titular en ambos encuentros, ganando ante los del Rímac de local por 2-0 y perdiendo por primera vez en su historia como visitante ante Venezuela por 1-2. Pulgar demostró un nivel regular en ambos cotejos.
Posteriormente, con la llegada del nuevo técnico Martín Lasarte, fue citado para la siguiente doble fecha por disputar en junio de 2021 contra Argentina y Bolivia. Comenzó como titular ante los argentinos, teniendo un gran nivel y siendo de los mejores de la cancha junto a los veteranos Claudio Bravo, Alexis Sánchez, Gary Medel y Charles Aránguiz, obteniendo un empate por 1-1, hecho que no sucedía desde 2003 como visitante. Y en el partido Chile vs Bolivia el cual terminó 1-1 Erick Pulgar anotó el gol de Chile con el cual su elenco nacional consiguió un punto en su camino rumbo al Mundial de Catar 2022.
Posteriormente en la triple fecha de septiembre, no mostró buen nivel, pese a que logró asistir contra Colombia tras una extraordinaria jugada, hasta que el 14 de octubre de 2021 en un partido frente a Venezuela anotaría un doblete, en ambas ocasiones una asistencia de Alexis Sánchez. Posteriormente tras ir perdiendo regularidad en su club y una serie de lesiones, tuvo un bajón de rendimiento contra Argentina, Bolivia y Uruguay, quedando sin chance de clasificar al mundial al quedar 7.º en la tabla con 19 puntos, a 5 del repechaje.

#### Participaciones en Clasificatorias a Copas del Mundo
| Eliminatorias                   | Sede       | Resultado | Posición  | Partidos | Goles | Asistencias |
| ------------------------------- | ---------- | --------- | --------- | -------- | ----- | ----------- |
| Eliminatorias Rusia 2018        | Sudamérica | Eliminado | 6.º lugar | 3        | 0     | 0           |
| Eliminatorias Catar 2022        | Sudamérica | Eliminado | 7.º lugar | 12       | 3     | 1           |
| Eliminatorias Norteamérica 2026 | Sudamérica | Eliminado | 9.º lugar | 7        | 0     | 1           |

#### Participaciones en Copa América
| Torneo                  | Sede           | Resultado        | Partidos | Goles | Asist. |
| ----------------------- | -------------- | ---------------- | -------- | ----- | ------ |
| Copa América Centenario | Estados Unidos | Campeón          | 1        | 0     | 0      |
| Copa América 2019       | Brasil         | Cuarto lugar     | 6        | 1     | 0      |
| Copa América 2021       | Brasil         | Cuartos de final | 4        | 0     | 0      |
| Copa América 2024       | Estados Unidos | Fase de grupos   | 3        | 0     | 0      |
| Total                   | Total          | Total            | 14       | 1     | 0      |

### Partidos internacionales
Actualizado hasta el 15 de octubre de 2024.
| Partidos internacionales | Partidos internacionales | Partidos internacionales                                | Partidos internacionales | Partidos internacionales | Partidos internacionales | Partidos internacionales | Partidos internacionales | Partidos internacionales | Partidos internacionales            |
| N.º                      | Fecha                    | Estadio                                                 | Local                    | Resultado                | Visitante                | Goles                    | Asistencias              | DT                       | Competición                         |
| ------------------------ | ------------------------ | ------------------------------------------------------- | ------------------------ | ------------------------ | ------------------------ | ------------------------ | ------------------------ | ------------------------ | ----------------------------------- |
| 1                        | 28 de enero de 2015      | El Teniente, Rancagua, Chile                            | Chile                    | 3-2                      | Estados Unidos           |                          |                          | Jorge Sampaoli           | Amistoso                            |
| 2                        | 26 de marzo de 2015      | NV Arena, Sankt Pölten, Austria                         | Irán                     | 2-0                      | Chile                    |                          |                          | Jorge Sampaoli           | Amistoso                            |
| 3                        | 1 de junio de 2016       | Qualcomm, San Diego, EEUU                               | México                   | 1-0                      | Chile                    |                          |                          | Juan Antonio Pizzi       | Amistoso                            |
| 4                        | 22 de junio de 2016      | Soldier Field, Chicago, EEUU                            | Colombia                 | 0-2                      | Chile                    |                          |                          | Juan Antonio Pizzi       | Copa América Centenario             |
| 5                        | 11 de octubre de 2016    | Nacional, Santiago, Chile                               | Chile                    | 2-1                      | Perú                     |                          |                          | Juan Antonio Pizzi       | Clasificatorias a Rusia 2018        |
| 6                        | 5 de octubre de 2017     | Monumental, Santiago, Chile                             | Chile                    | 2-1                      | Ecuador                  |                          |                          | Juan Antonio Pizzi       | Clasificatorias a Rusia 2018        |
| 7                        | 10 de octubre de 2017    | Allianz Parque, São Paulo, Brasil                       | Brasil                   | 3-0                      | Chile                    |                          |                          | Juan Antonio Pizzi       | Clasificatorias a Rusia 2018        |
| 8                        | 27 de marzo de 2018      | Aalborg Portland Park, Aalborg, Dinamarca               | Dinamarca                | 0-0                      | Chile                    |                          |                          | Reinaldo Rueda           | Amistoso                            |
| 9                        | 4 de junio de 2018       | Stadion Graz-Liebenau, Graz, Austria                    | Serbia                   | 0-1                      | Chile                    |                          |                          | Reinaldo Rueda           | Amistoso                            |
| 10                       | 11 de septiembre de 2018 | Suwon WC, Suwon, Corea del Sur                          | Corea del Sur            | 0-0                      | Chile                    |                          |                          | Reinaldo Rueda           | Amistoso                            |
| 11                       | 16 de octubre de 2018    | La Corregidora, Querétaro, México                       | México                   | 0-1                      | Chile                    |                          |                          | Reinaldo Rueda           | Amistoso                            |
| 12                       | 16 de noviembre de 2018  | El Teniente, Rancagua, Chile                            | Chile                    | 2-3                      | Costa Rica               |                          | 90' a Alexis Sánchez     | Reinaldo Rueda           | Amistoso                            |
| 13                       | 20 de noviembre de 2018  | Germán Becker, Temuco, Chile                            | Chile                    | 4-1                      | Honduras                 |                          |                          | Reinaldo Rueda           | Amistoso                            |
| 14                       | 22 de marzo de 2019      | SDCCU Stadium, San Diego, EEUU                          | México                   | 3-1                      | Chile                    |                          |                          | Reinaldo Rueda           | Amistoso                            |
| 15                       | 26 de marzo de 2019      | BBVA Compass, Houston, EEUU                             | Estados Unidos           | 1-1                      | Chile                    |                          |                          | Reinaldo Rueda           | Amistoso                            |
| 16                       | 6 de junio de 2019       | La Portada, La Serena, Chile                            | Chile                    | 2-1                      | Haití                    |                          | 69' a Eduardo Vargas     | Reinaldo Rueda           | Amistoso                            |
| 17                       | 17 de junio de 2019      | Morumbi, São Paulo, Brasil                              | Japón                    | 0-4                      | Chile                    | 41'                      |                          | Reinaldo Rueda           | Copa América 2019                   |
| 18                       | 21 de junio de 2019      | Arena Fonte Nova, Salvador, Brasil                      | Ecuador                  | 1-2                      | Chile                    |                          |                          | Reinaldo Rueda           | Copa América 2019                   |
| 19                       | 24 de junio de 2019      | Maracaná, Río de Janeiro, Brasil                        | Chile                    | 0-1                      | Uruguay                  |                          |                          | Reinaldo Rueda           | Copa América 2019                   |
| 20                       | 28 de junio de 2019      | Arena Corinthians, São Paulo, Brasil                    | Colombia                 | 0-0 4-5p                 | Chile                    |                          |                          | Reinaldo Rueda           | Copa América 2019                   |
| 21                       | 3 de julio de 2019       | Arena do Grêmio, Porto Alegre, Brasil                   | Chile                    | 0-3                      | Perú                     |                          |                          | Reinaldo Rueda           | Copa América 2019                   |
| 22                       | 6 de julio de 2019       | Arena Corinthians, São Paulo, Brasil                    | Argentina                | 2-1                      | Chile                    |                          |                          | Reinaldo Rueda           | Copa América 2019                   |
| 23                       | 12 de octubre de 2019    | José Rico Pérez, Alicante, España                       | Colombia                 | 0-0                      | Chile                    |                          |                          | Reinaldo Rueda           | Amistoso                            |
| 24                       | 15 de octubre de 2019    | José Rico Pérez, Alicante, España                       | Chile                    | 3-2                      | Guinea                   |                          |                          | Reinaldo Rueda           | Amistoso                            |
| 25                       | 13 de noviembre de 2020  | Nacional, Santiago, Chile                               | Chile                    | 2-0                      | Perú                     |                          |                          | Reinaldo Rueda           | Clasificatorias a Catar 2022        |
| 26                       | 17 de noviembre de 2020  | Olímpico de la UCV, Caracas, Venezuela                  | Venezuela                | 2-1                      | Chile                    |                          |                          | Reinaldo Rueda           | Clasificatorias a Catar 2022        |
| 27                       | 3 de junio de 2021       | Único Madre de Ciudades, Santiago del Estero, Argentina | Argentina                | 1-1                      | Chile                    |                          |                          | Martín Lasarte           | Clasificatorias a Catar 2022        |
| 28                       | 8 de junio de 2021       | San Carlos de Apoquindo, Santiago, Chile                | Chile                    | 1-1                      | Bolivia                  | 69'                      |                          | Martín Lasarte           | Clasificatorias a Catar 2022        |
| 29                       | 14 de junio de 2021      | Olímpico Nilton Santos, Río de Janeiro, Brasil          | Argentina                | 1-1                      | Chile                    |                          |                          | Martín Lasarte           | Copa América 2021                   |
| 30                       | 18 de junio de 2021      | Arena Pantanal, Cuiabá, Brasil                          | Chile                    | 1-0                      | Bolivia                  |                          |                          | Martín Lasarte           | Copa América 2021                   |
| 31                       | 21 de junio de 2021      | Arena Pantanal, Cuiabá, Brasil                          | Uruguay                  | 1-1                      | Chile                    |                          |                          | Martín Lasarte           | Copa América 2021                   |
| 32                       | 2 de julio de 2021       | Olímpico Nilton Santos, Río de Janeiro, Brasil          | Brasil                   | 1-0                      | Chile                    |                          |                          | Martín Lasarte           | Copa América 2021                   |
| 33                       | 2 de septiembre de 2021  | Monumental, Santiago, Chile                             | Chile                    | 0-1                      | Brasil                   |                          |                          | Martín Lasarte           | Clasificatorias a Catar 2022        |
| 34                       | 9 de septiembre de 2021  | Metropolitano Roberto Meléndez, Barranquilla, Colombia  | Colombia                 | 3-1                      | Chile                    |                          | 56' a Jean Meneses       | Martín Lasarte           | Clasificatorias a Catar 2022        |
| 35                       | 7 de octubre de 2021     | Nacional, Lima, Perú                                    | Perú                     | 2-0                      | Chile                    |                          |                          | Martín Lasarte           | Clasificatorias a Catar 2022        |
| 36                       | 10 de octubre de 2021    | San Carlos de Apoquindo, Santiago, Chile                | Chile                    | 2-0                      | Paraguay                 |                          |                          | Martín Lasarte           | Clasificatorias a Catar 2022        |
| 37                       | 14 de octubre de 2021    | San Carlos de Apoquindo, Santiago, Chile                | Chile                    | 3-0                      | Venezuela                | 18', 37'                 |                          | Martín Lasarte           | Clasificatorias a Catar 2022        |
| 38                       | 27 de enero de 2022      | Zorros del Desierto, Calama, Chile                      | Chile                    | 1-2                      | Argentina                |                          |                          | Martín Lasarte           | Clasificatorias a Catar 2022        |
| 39                       | 1 de febrero de 2022     | Hernando Siles, La Paz, Bolivia                         | Bolivia                  | 2-3                      | Chile                    |                          |                          | Martín Lasarte           | Clasificatorias a Catar 2022        |
| 40                       | 29 de marzo de 2022      | San Carlos de Apoquindo, Santiago, Chile                | Chile                    | 0-2                      | Uruguay                  |                          |                          | Martín Lasarte           | Clasificatorias a Catar 2022        |
| 41                       | 23 de septiembre de 2022 | RCDE Stadium, Cornellá y El Prat, España                | Marruecos                | 2-0                      | Chile                    |                          |                          | Eduardo Berizzo          | Amistoso                            |
| 42                       | 16 de junio de 2023      | Sausalito, Viña del Mar, Chile                          | Chile                    | 5-0                      | República Dominicana     |                          |                          | Eduardo Berizzo          | Amistoso                            |
| 43                       | 20 de junio de 2023      | El Tahuichi, Santa Cruz de la Sierra, Bolivia           | Bolivia                  | 0-0                      | Chile                    |                          |                          | Eduardo Berizzo          | Amistoso                            |
| 44                       | 8 de septiembre de 2023  | Centenario, Montevideo, Uruguay                         | Uruguay                  | 3-1                      | Chile                    |                          |                          | Eduardo Berizzo          | Clasificatorias a Norteamérica 2026 |
| 45                       | 12 de septiembre de 2023 | Monumental, Santiago, Chile                             | Chile                    | 0-0                      | Colombia                 |                          |                          | Eduardo Berizzo          | Clasificatorias a Norteamérica 2026 |
| 46                       | 12 de octubre de 2023    | Monumental, Santiago, Chile                             | Chile                    | 2-0                      | Perú                     |                          | 74' a Diego Valdés       | Eduardo Berizzo          | Clasificatorias a Norteamérica 2026 |
| 47                       | 16 de noviembre de 2023  | Monumental, Santiago, Chile                             | Chile                    | 0-0                      | Paraguay                 |                          |                          | Eduardo Berizzo          | Clasificatorias a Norteamérica 2026 |
| 48                       | 21 de noviembre de 2023  | Rodrigo Paz Delgado, Quito, Ecuador                     | Ecuador                  | 1-0                      | Chile                    |                          |                          | Nicolás Córdova          | Clasificatorias a Norteamérica 2026 |
| 49                       | 11 de junio de 2024      | Nacional, Santiago, Chile                               | Chile                    | 3-0                      | Paraguay                 |                          |                          | Ricardo Gareca           | Amistoso                            |
| 50                       | 21 de junio de 2024      | AT&T Stadium, Arlington, Estados Unidos                 | Chile                    | 0-0                      | Perú                     |                          |                          | Ricardo Gareca           | Copa América 2024                   |
| 51                       | 25 de junio de 2024      | MetLife Stadium, East Rutherford, Estados Unidos        | Argentina                | 1-0                      | Chile                    |                          |                          | Ricardo Gareca           | Copa América 2024                   |
| 52                       | 29 de junio de 2024      | Inter&Co Stadium, Orlando, Estados Unidos               | Canadá                   | 0-0                      | Chile                    |                          |                          | Ricardo Gareca           | Copa América 2024                   |
| 53                       | 10 de septiembre de 2024 | Nacional, Santiago, Chile                               | Chile                    | 1-2                      | Bolivia                  |                          |                          | Ricardo Gareca           | Clasificatorias a Norteamérica 2026 |
| 54                       | 15 de octubre de 2024    | Metropolitano Roberto Meléndez, Barranquilla, Colombia  | Colombia                 | 4-0                      | Chile                    |                          |                          | Ricardo Gareca           | Clasificatorias a Norteamérica 2026 |
| Total                    |                          |                                                         | Presencias               | 54                       | Goles                    | 4                        |                          |                          |                                     |

| Selección chilena | Selección chilena | Selección chilena |
| Año               | Partidos          | Goles             |
| ----------------- | ----------------- | ----------------- |
| 2015              | 2                 | 0                 |
| 2016              | 3                 | 0                 |
| 2017              | 2                 | 0                 |
| 2018              | 6                 | 0                 |
| 2019              | 11                | 1                 |
| 2020              | 2                 | 0                 |
| 2021              | 11                | 3                 |
| 2022              | 4                 | 0                 |
| 2023              | 7                 | 0                 |
| 2024              | 6                 | 0                 |
| Total             | 54                | 4                 |

## Controversias

### Accidente de tránsito
El 14 de enero de 2013, en Antofagasta, fue protagonista de un accidente de tránsito fatal: atropello con resultado de muerte, del también antofagastino, Daniel Ampuero Carvajal de 66 años. Pulgar conducía —según testigos— a exceso de velocidad por la avenida Padre Hurtado, cuando la víctima cruzó la calzada resultando en el atropello; Erick huyó de la escena sin prestarle ayuda, siendo algunos transeúntes quienes auxiliaron a Ampuero, quien posteriormente fue trasladado al Hospital regional de Antofagasta donde falleció por politraumatismo. En su declaración dijo «haber sentido miedo», ya que vio a Ampuero Carvajal solo cuando lo tuvo cerca, de no saber a qué velocidad iba, sumado a que no poseía licencia de conducir.
En enero de 2014 fue condenado por cuasidelito de homicidio, aunque sin pena de cárcel debido a su "irreprochable conducta anterior", y a que la víctima cruzó por un paso no habilitado. Se le sentenció a un año de libertad con firma mensual, se le suspendió la licencia de conducir por el mismo año, y la obligación de asistir a un Centro de Reinserción Social de Gendarmería.
Casi siete años después del suceso, en noviembre de 2019, luego de que la familia de Ampuero no quedara conforme con el fallo judicial, interpuso una demanda civil contra Pulgar. El caso se llevó a cabo por el 28.º Juzgado Civil de Santiago "por temas de confianza y credibilidad". Respecto a lo anterior, según el hijo del fallecido, el futbolista no ha ofrecido disculpas por la muerte de su padre. Así mismo afirmó: "Si hay algo que nos tiene sorprendido es que nadie haya tenido la decencia de acercarse a conversar, a expresar algún grado de disculpa. En una ocasión mi hijo se encontró con Erick Pulgar, lo confrontó y éste lo amenazó".

## Estadísticas

### Clubes
| Club                         | Div.          | Temporada     | Liga  | Liga  | Liga   | Copas | Copas | Copas  | Torneos internacionales | Torneos internacionales | Torneos internacionales | Total | Total | Total  | Media goleadora |
| Club                         | Div.          | Temporada     | Part. | Goles | Asist. | Part. | Goles | Asist. | Part.                   | Goles                   | Asist.                  | Part. | Goles | Asist. | Media goleadora |
| ---------------------------- | ------------- | ------------- | ----- | ----- | ------ | ----- | ----- | ------ | ----------------------- | ----------------------- | ----------------------- | ----- | ----- | ------ | --------------- |
| Deportes Antofagasta · Chile | 2.ª           | 2011          | 1     | 0     | 0      | —     | —     | —      | —                       | —                       | —                       | 1     | 0     | 0      | 0.00            |
| Deportes Antofagasta · Chile | 1.ª           | 2012          | —     | —     | —      | 3     | 0     | 0      | —                       | —                       | —                       | 3     | 0     | 0      | 0.00            |
| Deportes Antofagasta · Chile | 1.ª           | 2013          | 5     | 2     | 0      | —     | —     | —      | —                       | —                       | —                       | 5     | 2     | 0      | 0.4             |
| Deportes Antofagasta · Chile | 1.ª           | 2013-14       | 32    | 0     | 1      | 6     | 0     | 1      | —                       | —                       | —                       | 38    | 0     | 2      | 0.00            |
| Deportes Antofagasta · Chile | 1.ª           | 2014-15       | —     | —     | —      | 2     | 0     | 0      | —                       | —                       | —                       | 2     | 0     | 0      | 0.00            |
| Deportes Antofagasta · Chile | Total club    | Total club    | 38    | 2     | 1      | 11    | 0     | 1      | 0                       | 0                       | 0                       | 49    | 2     | 2      | 0.04            |
| Universidad Católica · Chile | 1.ª           | 2014-15       | 31    | 6     | 2      | 4     | 1     | 1      | 2                       | 0                       | 0                       | 37    | 7     | 3      | 0.19            |
| Universidad Católica · Chile | 1.ª           | 2015-16       | —     | —     | —      | 3     | 1     | 1      | —                       | —                       | —                       | 3     | 1     | 1      | 0.33            |
| Universidad Católica · Chile | Total club    | Total club    | 31    | 6     | 2      | 7     | 2     | 2      | 2                       | 0                       | 0                       | 40    | 8     | 4      | 0.2             |
| Bologna FC 1909 · Italia     | 1.ª           | 2015-16       | 13    | 0     | 0      | —     | —     | —      | —                       | —                       | —                       | 13    | 0     | 0      | 0.00            |
| Bologna FC 1909 · Italia     | 1.ª           | 2016-17       | 27    | 1     | 1      | 3     | 0     | 0      | —                       | —                       | —                       | 30    | 1     | 1      | 0.03            |
| Bologna FC 1909 · Italia     | 1.ª           | 2017-18       | 32    | 3     | 0      | 1     | 0     | 0      | —                       | —                       | —                       | 33    | 3     | 0      | 0.09            |
| Bologna FC 1909 · Italia     | 1.ª           | 2018-19       | 28    | 6     | 2      | 2     | 0     | 1      | —                       | —                       | —                       | 30    | 6     | 3      | 0.2             |
| Bologna FC 1909 · Italia     | Total club    | Total club    | 100   | 10    | 3      | 6     | 0     | 1      | 0                       | 0                       | 0                       | 106   | 10    | 4      | 0.09            |
| ACF Fiorentina · Italia      | 1.ª           | 2019-20       | 37    | 7     | 6      | 4     | 0     | 2      | —                       | —                       | —                       | 41    | 7     | 8      | 0.17            |
| ACF Fiorentina · Italia      | 1.ª           | 2020-21       | 31    | 1     | 3      | 2     | 0     | 0      | —                       | —                       | —                       | 33    | 1     | 3      | 0.03            |
| ACF Fiorentina · Italia      | 1.ª           | 2021-22       | 6     | 0     | 1      | 2     | 0     | 0      | —                       | —                       | —                       | 8     | 0     | 1      | 0.00            |
| ACF Fiorentina · Italia      | Total club    | Total club    | 74    | 8     | 10     | 8     | 0     | 2      | 0                       | 0                       | 0                       | 82    | 8     | 12     | 0.1             |
| Galatasaray Turquía          | 1.ª           | 2022          | 11    | 0     | 0      | —     | —     | —      | —                       | —                       | —                       | 11    | 0     | 0      | 0.00            |
| Galatasaray Turquía          | Total club    | Total club    | 11    | 0     | 0      | 0     | 0     | 0      | 0                       | 0                       | 0                       | 11    | 0     | 0      | 0.00            |
| Flamengo · Brasil            | 1.ª           | 2022          | 6     | 0     | 0      | —     | —     | —      | 2                       | 0                       | 0                       | 8     | 0     | 0      | 0.00            |
| Flamengo · Brasil            | 1.ª           | 2023          | 25    | 2     | 3      | 12    | 0     | 0      | 7                       | 0                       | 2                       | 44    | 2     | 5      | 0.05            |
| Flamengo · Brasil            | 1.ª           | 2024          | 23    | 0     | 3      | 18    | 0     | 1      | 6                       | 0                       | 0                       | 47    | 0     | 4      | 0               |
| Flamengo · Brasil            | 1.ª           | 2025          | 9     | 1     | 0      | 10    | 0     | 0      | 7                       | 0                       | 0                       | 26    | 1     | 0      | 0.04            |
| Flamengo · Brasil            | Total club    | Total club    | 63    | 3     | 6      | 40    | 0     | 1      | 22                      | 0                       | 2                       | 125   | 3     | 9      | 0.02            |
| Total carrera                | Total carrera | Total carrera | 317   | 29    | 22     | 72    | 2     | 7      | 24                      | 0                       | 2                       | 413   | 31    | 31     | 0.08            |
| 1. 2. 3.                     |               |               |       |       |        |       |       |        |                         |                         |                         |       |       |        |                 |

#### Participaciones en Mundial de Clubes de la FIFA
| Torneo                                 | Club     | Sede      | Partidos | Goles | Resultado    |
| -------------------------------------- | -------- | --------- | -------- | ----- | ------------ |
| Copa Mundial de Clubes de la FIFA 2022 | Flamengo | Marruecos | 2        | 0     | Tercer lugar |

### Selección
| Selección      | Temporada     | Amistosos | Amistosos | Amistosos | Sudamérica | Sudamérica | Sudamérica | Mundial | Mundial | Mundial | Total | Total | Total  | Media goleadora |
| Selección      | Temporada     | Part.     | Goles     | Asist.    | Part.      | Goles      | Asist.     | Part.   | Goles   | Asist.  | Part. | Goles | Asist. | Media goleadora |
| -------------- | ------------- | --------- | --------- | --------- | ---------- | ---------- | ---------- | ------- | ------- | ------- | ----- | ----- | ------ | --------------- |
| Adulta · Chile | 2015          | 2         | 0         | 0         | —          | —          | —          | —       | —       | —       | 2     | 0     | 0      | 0.00            |
| Adulta · Chile | 2016          | 1         | 0         | 0         | 2          | 0          | 0          | —       | —       | —       | 3     | 0     | 0      | 0.00            |
| Adulta · Chile | 2017          | —         | —         | —         | 2          | 0          | 0          | —       | —       | —       | 2     | 0     | 0      | 0.00            |
| Adulta · Chile | 2018          | 6         | 0         | 1         | —          | —          | —          | —       | —       | —       | 6     | 0     | 1      | 0.00            |
| Adulta · Chile | 2019          | 5         | 0         | 1         | 6          | 1          | 0          | —       | —       | —       | 11    | 1     | 1      | 0.09            |
| Adulta · Chile | 2020          | —         | —         | —         | 2          | 0          | 0          | —       | —       | —       | 2     | 0     | 0      | 0.00            |
| Adulta · Chile | 2021          | —         | —         | —         | 11         | 3          | 1          | —       | —       | —       | 11    | 3     | 1      | 0.27            |
| Adulta · Chile | 2022          | —         | —         | —         | 3          | 0          | 0          | —       | —       | —       | 3     | 0     | 0      | 0,00            |
| Adulta · Chile | 2023          | 2         | 0         | 0         | 5          | 0          | 1          | —       | —       | —       | 7     | 0     | 1      | 0,00            |
| Adulta · Chile | 2024          | 1         | 0         | 0         | 5          | 0          | 0          | —       | —       | —       | 6     | 0     | 0      | 0,00            |
| Total          | Total         | 18        | 0         | 2         | 36         | 4          | 2          | 0       | 0       | 0       | 54    | 4     | 4      | 0.07            |
| Total carrera  | Total carrera | 18        | 0         | 2         | 36         | 4          | 2          | 0       | 0       | 0       | 54    | 4     | 4      | 0.07            |
| 1.             |               |           |           |           |            |            |            |         |         |         |       |       |        |                 |

### Resumen estadístico
| Competición           | Partidos | Goles | Promedio | Asistencias | Promedio | G y A | Promedio |
| --------------------- | -------- | ----- | -------- | ----------- | -------- | ----- | -------- |
| Primera División      | 317      | 29    | 0.09     | 22          | 0.07     | 51    | 0.16     |
| Segunda División      | 1        | 0     | 0.00     | 0           | 0.00     | 0     | 0.00     |
| Copas nacionales      | 72       | 2     | 0.03     | 7           | 0.1      | 9     | 0.13     |
| Copas internacionales | 21       | 0     | 0.00     | 2           | 0.1      | 2     | 0.1      |
| Selección adulta      | 54       | 4     | 0.07     | 4           | 0.07     | 8     | 0.15     |
| Total                 | 466      | 35    | 0.08     | 35          | 0.08     | 70    | 0.15     |

## Palmarés

### Títulos regionales
| Título             | Club           | Estado         | Año  |
| ------------------ | -------------- | -------------- | ---- |
| Campeonato Carioca | C. R. Flamengo | Río de Janeiro | 2024 |
| Campeonato Carioca | C. R. Flamengo | Río de Janeiro | 2025 |

### Títulos nacionales
| Título              | Club                 | País   | Año  |
| ------------------- | -------------------- | ------ | ---- |
| Primera B           | Deportes Antofagasta | Chile  | 2011 |
| Copa de Brasil      | C. R. Flamengo       | Brasil | 2024 |
| Supercopa de Brasil | C. R. Flamengo       | Brasil | 2025 |

### Títulos internacionales
| Título                       | Club (*)           | Sede           | Año  |
| ---------------------------- | ------------------ | -------------- | ---- |
| Copa América                 | Selección de Chile | Estados Unidos | 2016 |
| Copa Libertadores de América | C. R. Flamengo     | Guayaquil      | 2022 |

### Distinciones individuales
| Distinción                                                         | Año  |
| ------------------------------------------------------------------ | ---- |
| Bola de Prata del equipo ideal del Campeonato Brasileño de Serie A | 2023 |